# Cyborium (architektura)

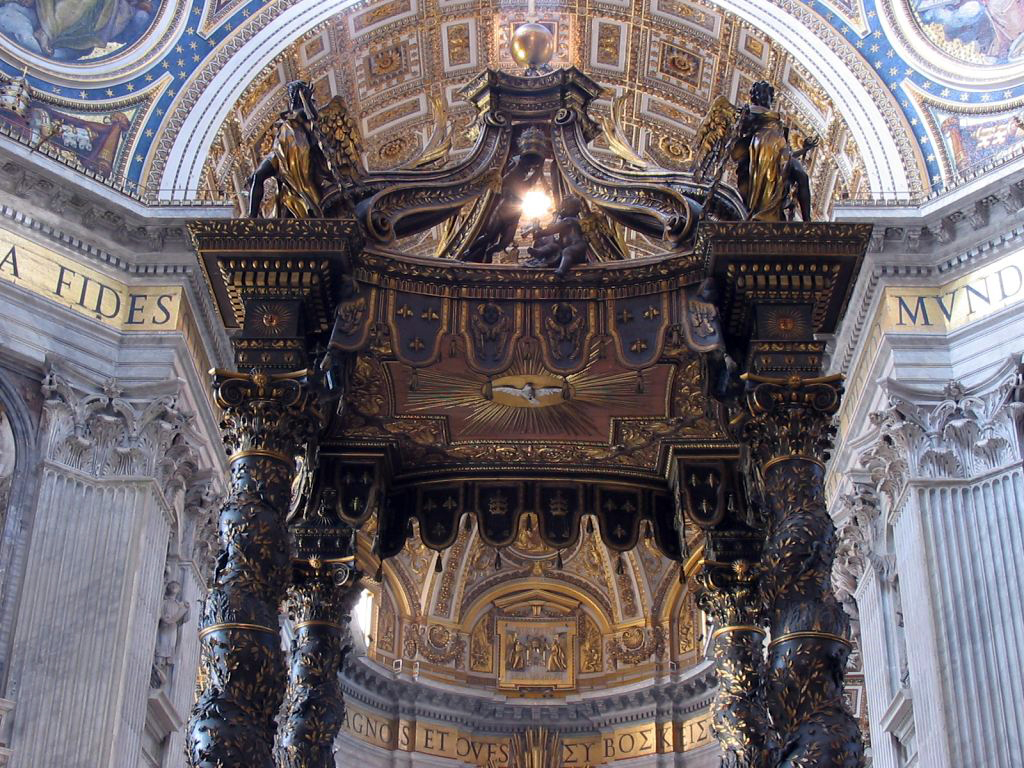
Cyborium w bazylice watykańskiej

Cyborium – ażurowa nadbudowa ołtarza lub innego obiektu w kościele chrześcijańskim, składająca się zazwyczaj z czterech kolumn podtrzymujących baldachim w formie kopuły, ostrosłupa lub innej bardziej złożonej.
Obudowa była najczęściej z drewna, kamieni, metali szlachetnych, zwykle bogato zdobiona. Pierwotnie cyboria umieszczane nad ołtarzami posiadały zasłony umocowane na drążkach, które były opuszczane podczas niektórych fragmentów liturgii. Ozdobne cyborium podkreślało rolę i ważność ołtarza. Symbolicznie przedstawiało niebiosa rozpostarte nad ziemią.
Cyboria budowane były też nad chrzcielnicami albo grobami lub relikwiami świętych.
Najstarsze zachowane źródła pisane pochodzą z IV wieku, a dotyczą cyborium w bazylice św. Jana na Lateranie. Popularne w bazylikach starochrześcijańskich i w okresie romanizmu. W gotyku wykształciło się kilka typów cyboriów (m.in. przyścienne, niszowe, także przenośne). Barokowe cyboria składają się ze zwielokrotnionych kolumn i baldachimów o skomplikowanym kształcie. W kościołach rzymskokatolickich zaniknęły wraz z wprowadzeniem wysokich nastaw ołtarzowych, stosowane dalej w kościołach prawosławnych i greckokatolickich.

## Przykłady cyboriów

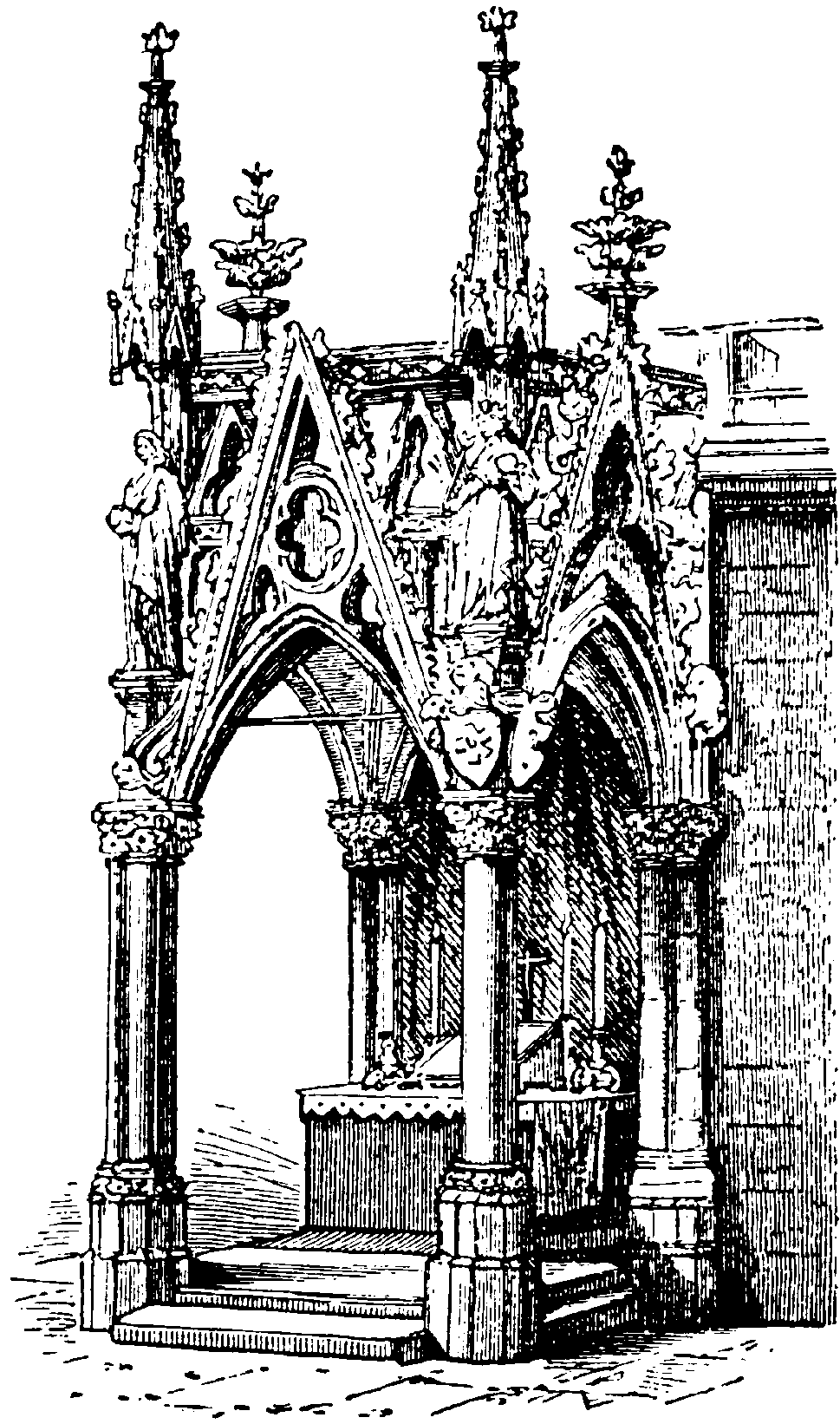
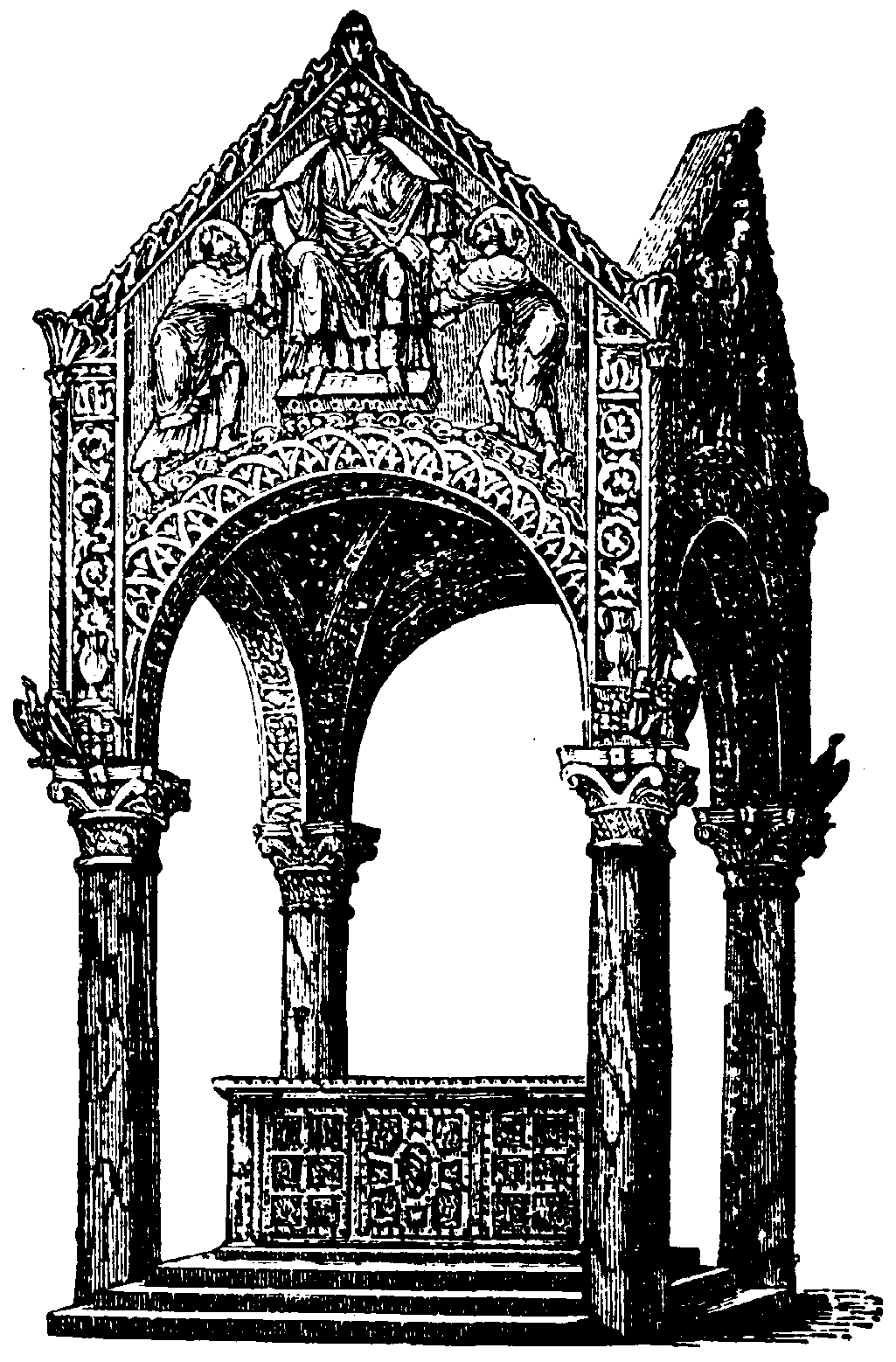
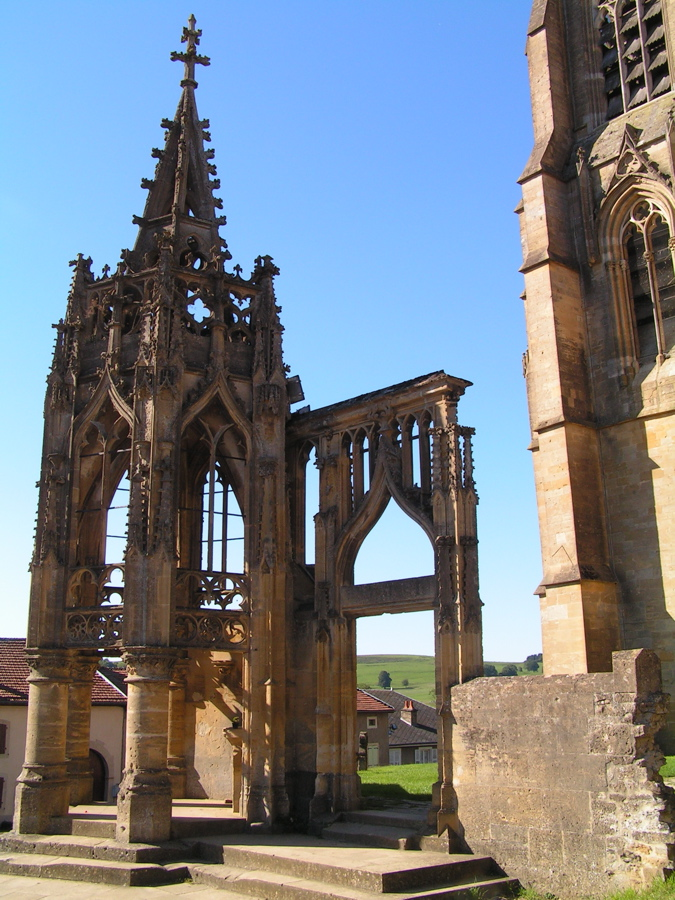
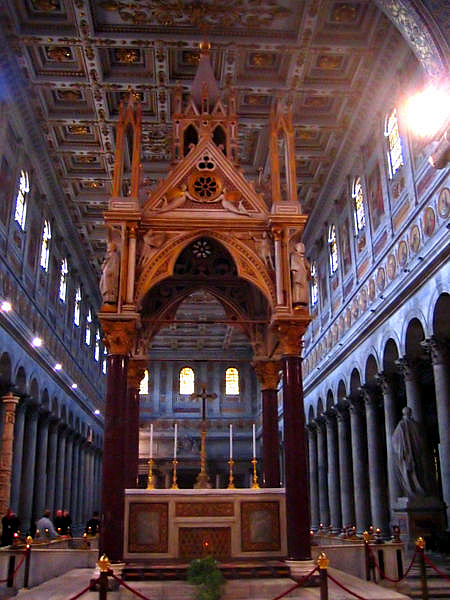
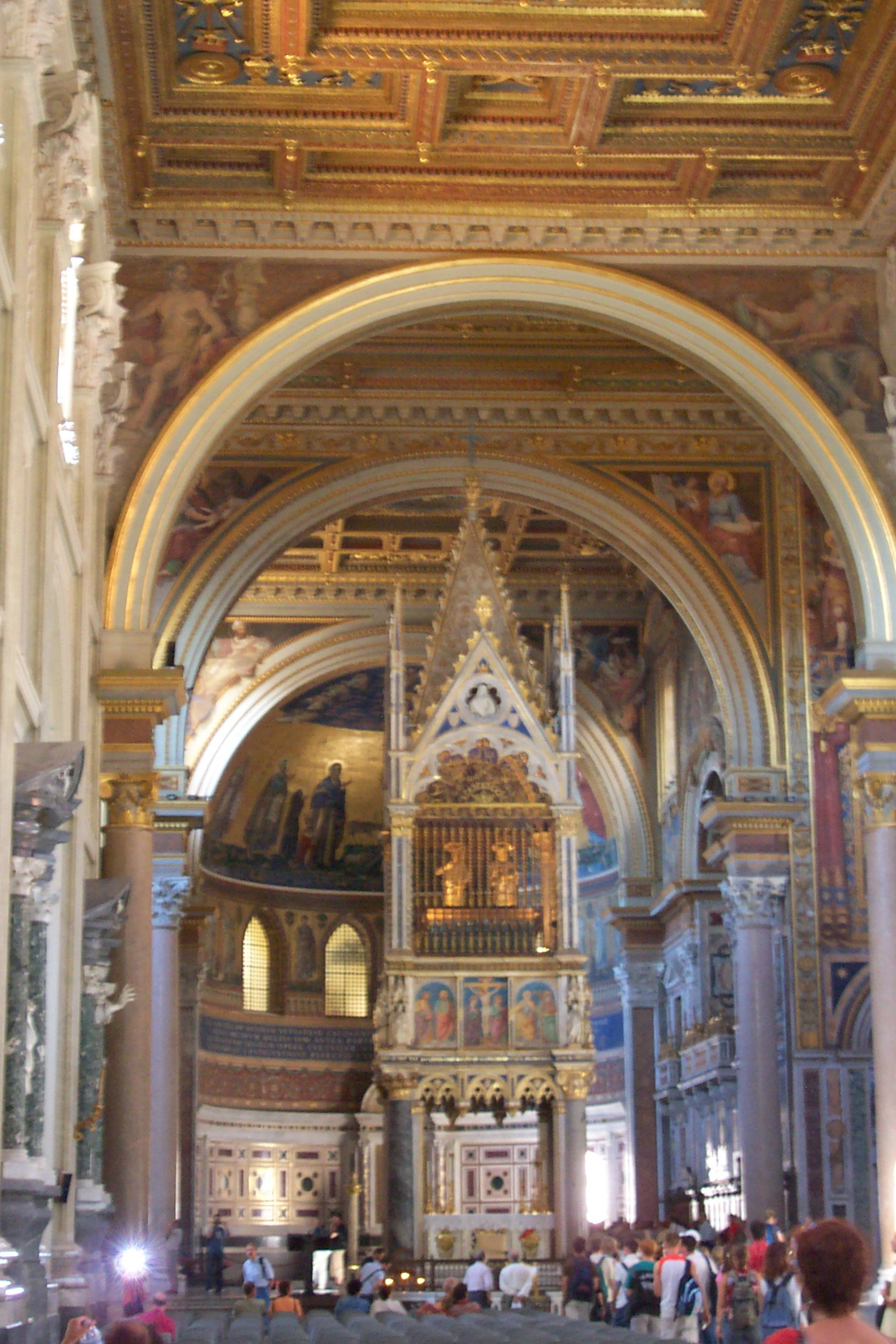
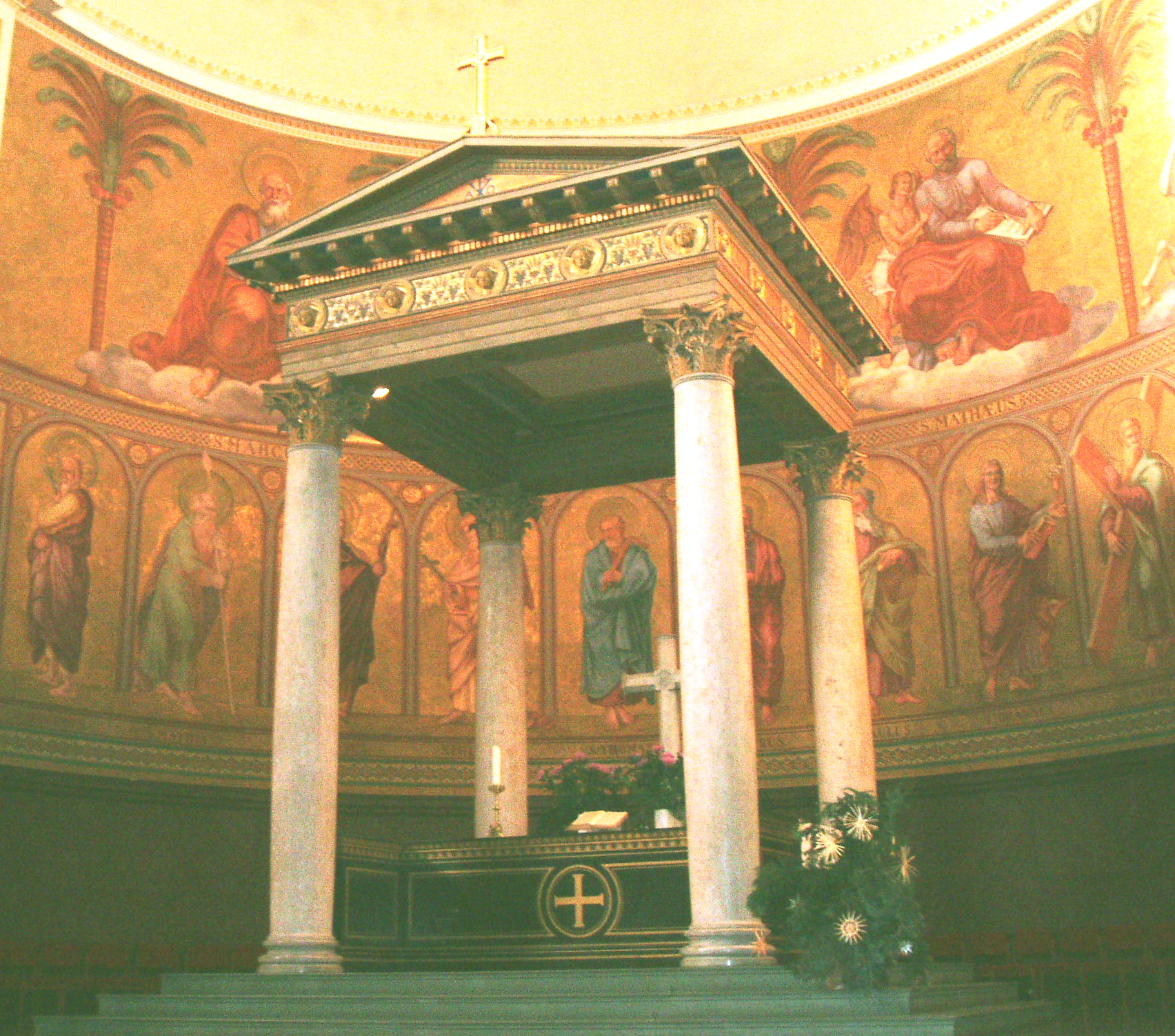
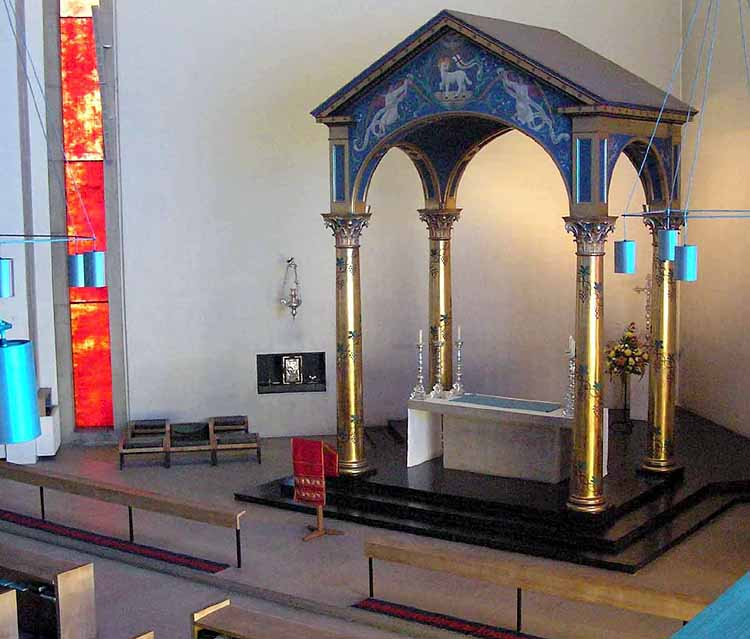